# Jerzy Nowak

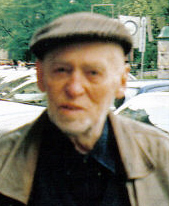
Jerzy Nowak (2007)

Jerzy Nowak (* 20. Juni 1923 in Brzesko; † 26. März 2013 in Warschau) war ein polnischer Film- und Theaterschauspieler sowie Lehrer.

## Biografie
Während der deutschen Besatzung Polens kämpfte Nowak gemeinsam mit den polnischen Partisanen. Im Jahr 1948 absolvierte er die Ludwik-Solski-Akademie für darstellende Kunst in Krakau. Ab 1994 spielte er primär und kontinuierlich die Rolle des Hirsz Singer, die in Fachkreisen als historisches Symbol für das Erbe des polnischen Theaters gilt. Die Rolle kommt in dem Stück Ja jestem Żyd z Wesela von Roman Brandstaetter vor, das im Oktober 2011 zum 600. Mal aufgeführt wurde. Im Kino übernahm er meist Nebenrollen als Jude, oft während des Zweiten Weltkriegs, beispielsweise in Schindlers Liste (Regie: Steven Spielberg) oder als Bauer in Drei Farben: Weiß und als der Zucker in dem Film Das gelobte Land (Regie: Andrzej Wajda). Im Jahr 2005 machte er einen Film zum Thema Tod, wobei angeblich seine eigene Krankheit Vorbildcharakter hatte. Seine Leiche sollte laut seinem Testament dem Collegium Medicum der Jagiellonen-Universität zur Verfügung gestellt werden. Der Film stieß auf großes Interesse in den Medien.
Jerzy Nowak war seit 1989 in zweiter Ehe mit Maria Andruszkiewicz-Nowak verheiratet. Im Herbst 2009 veröffentlichte der Austeria Verlag die Biographie von Jerzy Nowak, Książka o miłości. Sie wurde in Zusammenarbeit mit seiner Frau erstellt, die im Februar 2010 dafür mit dem Literaturpreis Krakauer Buch des Monats ausgezeichnet wurde.
Nowak starb am 26. März 2013 im Alter von 90 Jahren in Warschau.

## Filmografie (Auswahl)
- 1964: Das Ende unserer Welt (Koniec naszego świata)
- 1967: Jowita
- 1969–1970: Porwanie Baltazara Gąbki als Don Pedro (Stimme)
- 1975: Das gelobte Land (Ziemia obiecana)
- 1979: Der Filmamateur (Amator)
- 1979: Ród Gąsieniców (TV-Serie)
- 1979–1980: Wyprawa Profesora Gąbki als Don Pedro (Stimme)
- 1980: Misja (TV-Serie)
- 1983: Mgła
- 1983: Nie było słońca tej wiosny
- 1984: Ein Jahr der ruhenden Sonne (Rok spokojnego slonca)
- 1985: Medium
- 1988: Und die Geigen verstummen (I skrzypce przestały grać)
- 1993: Schindlers Liste (Schindler’s List)
- 1994: Drei Farben: Weiß (Trzy kolory: Biały)
- 1997: Historie miłosne
- 1997: Die Farbe des Lebens (Brat naszego Boga)
- 2001: Wiedźmin
- 2001: Quo vadis?
- 2002: Julies Reise (Julia walking home)
- 2002: Zemsta
- 2009: Dzieci Ireny Sendlerowej

## Auszeichnungen (Auswahl)
- 1964: Partisanenkreuz
- 1977: Goldene Auszeichnung „Für Verdienste für Krakau“
- 1979: Goldenes Verdienstkreuz der Republik Polen
- 2008: Gloria-Artis-Medaille für kulturelle Verdienste in Gold